# Daskylos (Vater des Nakolos)
Daskylos (altgriechisch Δάσκυλος Dáskylos) ist in der griechischen Mythologie der Vater des Nakolos, der als Gründer der Stadt Nakoleia in Phrygien gilt.